# Botoš
Botoš (cyr. Ботош) – wieś w Serbii, w Wojwodinie, w okręgu środkowobanackim, w mieście Zrenjanin. W 2011 roku liczyła 1860 mieszkańców.